# روبرت في. بروس
روبرت في. بروس (بالإنجليزية: Robert V. Bruce)‏ هو مؤرخ أمريكي، ولد في 19 ديسمبر 1923 في مالدن في الولايات المتحدة، وتوفي في 15 يناير 2008 في أولمبيا في الولايات المتحدة.